# 岩前百阶冢
岩前百阶冢，位于中国福建省三明市三元区岩前镇岩前村，是王九三与妻陈氏合葬墓，面积近20000平方米。墓由坟面、背围拢、天池（墓室上坪）、百级台阶坡道、享堂、堂下大埕，神道、木牌楼、楼前坪、半月池及祭扫便道、排水系统等几部分组成。冢依宋制，砖砌数重，坟前砌阶百级，俗称“百阶塚”。2009年11月16日公布为第七批福建省文物保护单位。
王九三（1228—1299），明溪、莘口、荆东、荆西、岩前王氏始祖，后裔分布三明、漳州、广东、台湾等地。为王审知之后，以乡行推孝廉，后举文林郎，任连城县令。